# زكريا بقالي
زكريا بقالي (بالفرنسية: Zakaria Bakkali)‏ وهو لاعب كُرَة قَدَم بلجيكي من أصل مغربي في مركز الجناح ولد في يوم 26 يناير 1996 في مدينة لييج في بلجيكا، يلعب حالياً بصفوف نادي ديبورتيفو لاكورونيا كمعار من نادي فالنسيا وسبق له اللعب مع أندية بي إس في إيندهوفن وستاندارد لييج ونادي لييج وقد بدأ باللعب مع منتخب بلجيكا لكرة القدم في سنة 2013.

## مسيرته الكروية
لعب زكريا بقالي خلال مسيرته الاحترافية مع 5 أندية في ثمانية مواسم وسجل خلالها 8 أهداف ضمن 100 مباراة. ولم يفز بأي موسم بالكأس أو بالدوري.
خاض زكريا بقالي مسيرته مع نادي آيندهوفن في موسم 2012–13 ولمدة موسمين، مشاركًا في 16 مباراة سجل خلالها 3 أهداف. ثم انتقل إلى Jong PSV ‏ في موسم 2014–15 لمدة موسم واحد، حيث شارك في 5 مباريات سجل خلالها هدفًا واحدًا. لينتقل بعدها إلى نادي فالنسيا في موسم 2015–16 ولمدة موسمين، مشاركًا في 34 مباراة سجل خلالها هدفين. ثم انتقل إلى نادي ديبورتيفو لاكورونيا في موسم 2017–18 لمدة موسم واحد، مشاركًا في 23 مباراة ولم يسجل أي هدف. هذا وانتقل لاحقًا إلى نادي رويال أندرلخت في موسم 2018–19 ولمدة موسمين، مشاركًا في 22 مباراة سجل خلالها هدفين.

## روابط خارجية
- زكريا بقالي على موقع الاتحاد الأوربي (الإنجليزية)
- زكريا بقالي على موقع الاتحاد البلجيكي (الإنجليزية)
- زكريا بقالي على موقع قاعدة بيانات كرة القدم.إي يو (الإنجليزية)
- زكريا بقالي على موقع ناشيونال فوتبول تيمز (الإنجليزية)
- زكريا بقالي على موقع Soccerbase.com (لاعب) (الإنجليزية)
- زكريا بقالي على موقع Soccerway.com (الإنجليزية)
- زكريا بقالي على موقع عالم كرة القدم.نت (الإنجليزية)
- زكريا بقالي على موقع AS.com (الإسبانية)